# Saison NBA 1999-2000
Navigation
Saison 1998-1999 Saison 2000-2001
La saison NBA 1999-2000 est la 51e saison de la NBA (la 54e en comptant les 3 saisons de  BAA). Les Lakers de Los Angeles remportent le titre NBA en battant en Finale les Pacers de l'Indiana par 4 victoires à 2.

## Faits notables
- Le All-Star Game 2000 s'est déroulé à la Oakland Coliseum Arena, Oakland. Les All-Star de l'Ouest ont battu les All-Star de l'Est 137-126. Tim Duncan (Spurs de San Antonio) et Shaquille O'Neal (Lakers de Los Angeles) ont partagé le trophée de Most Valuable Player.
- Les Lakers et les Clippers jouent leurs premières rencontres au Staples Center.
- Les Lakers remportent 19 rencontres consécutives entre le 4 février et le 13 mars 2000, soit la troisième plus longue série de victoires de l'histoire de la NBA.
- Les Nuggets de Denver jouent leur première rencontre au Pepsi Center.
- Les Pacers de l'Indiana jouent leur première rencontre au Conseco Fieldhouse. Ils participent également aux Finales NBA pour la première fois de leur histoire.
- Les Hawks d'Atlanta jouent leur premier match à la Philips Arena.
- Après avoir commencé la saison à la Miami Arena, le Heat de Miami évolue à partir du mois de janvier à la AmericanAirlines Arena.
- Les Raptors de Toronto jouent leur première saison complète au Air Canada Centre.
- Deux joueurs se tuent lors d'accidents de la route lors de cette saison : le 12 janvier 2000, Bobby Phills des Hornets de Charlotte meurt en faisant la course avec son coéquipier David Wesley ; le 20 mai 2000, Malik Sealy des Timberwolves du Minnesota, rentrant d'une fête pour l'anniversaire de Kevin Garnett percute un conducteur ivre qui roulait en sens inverse, détruisant son véhicule.

## Classements de la saison régulière
| Champion de division | Qualifié pour les playoffs | Non qualifié pour les playoffs |

### Par division
| Division Atlantique   | V  | D  | PCT  | GB |
| --------------------- | -- | -- | ---- | -- |
| Heat de Miami         | 52 | 30 | 63.4 | -  |
| Knicks de New York    | 50 | 32 | 61.0 | 2  |
| 76ers de Philadelphie | 49 | 33 | 59.8 | 3  |
| Magic d'Orlando       | 41 | 41 | 50.0 | 11 |
| Celtics de Boston     | 35 | 47 | 42.7 | 17 |
| Nets du New Jersey    | 31 | 51 | 37.8 | 21 |
| Wizards de Washington | 29 | 53 | 35.4 | 23 |

| Division Centrale      | V  | D  | PCT  | GB |
| ---------------------- | -- | -- | ---- | -- |
| Pacers de l'Indiana    | 56 | 26 | 68.3 | -  |
| Hornets de Charlotte   | 49 | 33 | 59.8 | 7  |
| Raptors de Toronto     | 45 | 37 | 54.9 | 11 |
| Pistons de Détroit     | 42 | 40 | 51.2 | 14 |
| Bucks de Milwaukee     | 42 | 40 | 51.2 | 14 |
| Cavaliers de Cleveland | 32 | 50 | 39.0 | 24 |
| Hawks d'Atlanta        | 28 | 54 | 34.1 | 28 |
| Bulls de Chicago       | 17 | 65 | 20.7 | 39 |

| Division Midwest          | V  | D  | PCT  | GB |
| ------------------------- | -- | -- | ---- | -- |
| Jazz de l'Utah            | 55 | 27 | 67.1 | -  |
| Spurs de San Antonio      | 53 | 29 | 64.6 | 2  |
| Timberwolves du Minnesota | 50 | 32 | 61.0 | 5  |
| Mavericks de Dallas       | 40 | 42 | 48.8 | 15 |
| Nuggets de Denver         | 35 | 47 | 42.7 | 20 |
| Rockets de Houston        | 34 | 48 | 41.5 | 21 |
| Grizzlies de Vancouver    | 22 | 60 | 26.8 | 33 |

| Division Pacifique        | V  | D  | PCT  | GB |
| ------------------------- | -- | -- | ---- | -- |
| Lakers de Los Angeles C   | 67 | 15 | 81.7 | -  |
| Trail Blazers de Portland | 59 | 23 | 72.0 | 8  |
| Suns de Phoenix           | 53 | 29 | 64.6 | 14 |
| SuperSonics de Seattle    | 45 | 37 | 54.9 | 22 |
| Kings de Sacramento       | 44 | 38 | 53.7 | 23 |
| Warriors de Golden State  | 19 | 63 | 23.2 | 48 |
| Clippers de Los Angeles   | 15 | 67 | 18.3 | 52 |

### Par conférence
| Conférence Est | Conférence Est         | Conférence Est | Conférence Est | Conférence Est |
| No             | Franchise              | Vic.           | Déf.           | PCT            |
| -------------- | ---------------------- | -------------- | -------------- | -------------- |
| 1              | Pacers de l'Indiana    | 56             | 26             | 68.3           |
| 2              | Heat de Miami          | 52             | 30             | 63.4           |
| 3              | Knicks de New York     | 50             | 32             | 61.0           |
| 4              | Hornets de Charlotte   | 49             | 33             | 59.8           |
| 5              | 76ers de Philadelphie  | 49             | 33             | 59.8           |
| 6              | Raptors de Toronto     | 45             | 37             | 54.9           |
| 7              | Pistons de Détroit     | 42             | 40             | 51.2           |
| 8              | Bucks de Milwaukee     | 42             | 40             | 51.2           |
|                |                        |                |                |                |
| 9              | Magic d'Orlando        | 41             | 41             | 50.0           |
| 10             | Celtics de Boston      | 35             | 47             | 42.7           |
| 11             | Cavaliers de Cleveland | 32             | 50             | 39.0           |
| 12             | Nets du New Jersey     | 31             | 51             | 37.8           |
| 13             | Wizards de Washington  | 29             | 53             | 35.4           |
| 14             | Hawks d'Atlanta        | 28             | 54             | 34.1           |
| 15             | Bulls de Chicago       | 17             | 65             | 20.7           |

| Conférence Ouest | Conférence Ouest          | Conférence Ouest | Conférence Ouest | Conférence Ouest |
| No               | Franchise                 | Vic.             | Déf.             | PCT              |
| ---------------- | ------------------------- | ---------------- | ---------------- | ---------------- |
| 1                | Lakers de Los Angeles C   | 67               | 15               | 81.7             |
| 2                | Jazz de l'Utah            | 55               | 27               | 67.1             |
| 3                | Trail Blazers de Portland | 59               | 23               | 72.0             |
| 4                | Spurs de San Antonio      | 53               | 29               | 64.6             |
| 5                | Suns de Phoenix           | 53               | 29               | 64.6             |
| 6                | Timberwolves du Minnesota | 50               | 32               | 61.0             |
| 7                | SuperSonics de Seattle    | 45               | 37               | 54.9             |
| 8                | Kings de Sacramento       | 44               | 38               | 53.7             |
|                  |                           |                  |                  |                  |
| 9                | Mavericks de Dallas       | 40               | 42               | 48.8             |
| 10               | Nuggets de Denver         | 35               | 47               | 42.7             |
| 11               | Rockets de Houston        | 34               | 48               | 41.5             |
| 12               | Grizzlies de Vancouver    | 22               | 60               | 26.8             |
| 13               | Warriors de Golden State  | 19               | 63               | 23.2             |
| 14               | Clippers de Los Angeles   | 15               | 67               | 18.3             |

C - Champions NBA

## Playoffs
|  | 1er tour         | 1er tour                  | 1er tour                  |   |                           | Demi-finales de Conférence | Demi-finales de Conférence | Demi-finales de Conférence |  |   | Finales de Conférence | Finales de Conférence | Finales de Conférence |  |    | Finales NBA         | Finales NBA | Finales NBA |
|  |                  |                           |                           |   |                           |                            |                            |                            |  |   |                       |                       |                       |  |    |                     |             |             |
|  | 1                | Pacers de l'Indiana       | 3                         |   |                           |                            |                            |                            |  |   |                       |                       |                       |  |    |                     |             |             |
|  | 8                | Bucks de Milwaukee        | 2                         |   |                           |                            |                            |                            |  |   |                       |                       |                       |  |    |                     |             |             |
|  | 8                | Bucks de Milwaukee        | 2                         |   | 1                         | Pacers de l'Indiana        | 4                          |                            |  |   |                       |                       |                       |  |    |                     |             |             |
|  |                  |                           |                           |   | 1                         | Pacers de l'Indiana        | 4                          |                            |  |   |                       |                       |                       |  |    |                     |             |             |
|  |                  | 5                         | 76ers de Philadelphie     | 2 |                           |                            |                            |                            |  |   |                       |                       |                       |  |    |                     |             |             |
|  | 4                | 5                         | 76ers de Philadelphie     | 2 | Hornets de Charlotte      | 1                          |                            |                            |  |   |                       |                       |                       |  |    |                     |             |             |
|  | 4                |                           |                           |   | Hornets de Charlotte      | 1                          |                            |                            |  |   |                       |                       |                       |  |    |                     |             |             |
|  | 5                | 76ers de Philadelphie     | 3                         |   |                           |                            |                            |                            |  |   |                       |                       |                       |  |    |                     |             |             |
|  | 5                | 76ers de Philadelphie     | 3                         |   |                           |                            |                            |                            |  | 1 | Pacers de l'Indiana   | 4                     |                       |  |    |                     |             |             |
|  | Conférence Est   |                           |                           |   |                           |                            |                            |                            |  | 1 | Pacers de l'Indiana   | 4                     |                       |  |    |                     |             |             |
|  |                  | 3                         | Knicks de New York        | 2 |                           |                            |                            |                            |  |   |                       |                       |                       |  |    |                     |             |             |
|  | 3                | 3                         | Knicks de New York        | 2 | Knicks de New York        | 3                          |                            |                            |  |   |                       |                       |                       |  |    |                     |             |             |
|  | 3                |                           |                           |   | Knicks de New York        | 3                          |                            |                            |  |   |                       |                       |                       |  |    |                     |             |             |
|  | 6                | Raptors de Toronto        | 0                         |   |                           |                            |                            |                            |  |   |                       |                       |                       |  |    |                     |             |             |
|  | 6                | Raptors de Toronto        | 0                         |   | 3                         | Knicks de New York         | 4                          |                            |  |   |                       |                       |                       |  |    |                     |             |             |
|  |                  |                           |                           |   | 3                         | Knicks de New York         | 4                          |                            |  |   |                       |                       |                       |  |    |                     |             |             |
|  |                  | 2                         | Heat de Miami             | 3 |                           |                            |                            |                            |  |   |                       |                       |                       |  |    |                     |             |             |
|  | 2                | 2                         | Heat de Miami             | 3 | Heat de Miami             | 3                          |                            |                            |  |   |                       |                       |                       |  |    |                     |             |             |
|  | 2                |                           |                           |   | Heat de Miami             | 3                          |                            |                            |  |   |                       |                       |                       |  |    |                     |             |             |
|  | 7                | Pistons de Détroit        | 0                         |   |                           |                            |                            |                            |  |   |                       |                       |                       |  |    |                     |             |             |
|  | 7                | Pistons de Détroit        | 0                         |   |                           |                            |                            |                            |  |   |                       |                       |                       |  | E1 | Pacers de l'Indiana | 2           |             |
|  |                  |                           |                           |   |                           |                            |                            |                            |  |   |                       |                       |                       |  | E1 | Pacers de l'Indiana | 2           |             |
|  |                  | O1                        | Lakers de Los Angeles     | 4 |                           |                            |                            |                            |  |   |                       |                       |                       |  |    |                     |             |             |
|  | 1                | O1                        | Lakers de Los Angeles     | 4 | Lakers de Los Angeles     | 3                          |                            |                            |  |   |                       |                       |                       |  |    |                     |             |             |
|  | 1                |                           |                           |   | Lakers de Los Angeles     | 3                          |                            |                            |  |   |                       |                       |                       |  |    |                     |             |             |
|  | 8                | Kings de Sacramento       | 2                         |   |                           |                            |                            |                            |  |   |                       |                       |                       |  |    |                     |             |             |
|  | 8                | Kings de Sacramento       | 2                         |   | 1                         | Lakers de Los Angeles      | 4                          |                            |  |   |                       |                       |                       |  |    |                     |             |             |
|  |                  |                           |                           |   | 1                         | Lakers de Los Angeles      | 4                          |                            |  |   |                       |                       |                       |  |    |                     |             |             |
|  |                  | 5                         | Suns de Phoenix           | 1 |                           |                            |                            |                            |  |   |                       |                       |                       |  |    |                     |             |             |
|  | 4                | 5                         | Suns de Phoenix           | 1 | Spurs de San Antonio      | 1                          |                            |                            |  |   |                       |                       |                       |  |    |                     |             |             |
|  | 4                |                           |                           |   | Spurs de San Antonio      | 1                          |                            |                            |  |   |                       |                       |                       |  |    |                     |             |             |
|  | 5                | Suns de Phoenix           | 3                         |   |                           |                            |                            |                            |  |   |                       |                       |                       |  |    |                     |             |             |
|  | 5                | Suns de Phoenix           | 3                         |   |                           |                            |                            |                            |  | 1 | Lakers de Los Angeles | 4                     |                       |  |    |                     |             |             |
|  | Conférence Ouest |                           |                           |   |                           |                            |                            |                            |  | 1 | Lakers de Los Angeles | 4                     |                       |  |    |                     |             |             |
|  |                  | 3                         | Trail Blazers de Portland | 3 |                           |                            |                            |                            |  |   |                       |                       |                       |  |    |                     |             |             |
|  | 3                | 3                         | Trail Blazers de Portland | 3 | Trail Blazers de Portland | 3                          |                            |                            |  |   |                       |                       |                       |  |    |                     |             |             |
|  | 3                |                           |                           |   | Trail Blazers de Portland | 3                          |                            |                            |  |   |                       |                       |                       |  |    |                     |             |             |
|  | 6                | Timberwolves du Minnesota | 1                         |   |                           |                            |                            |                            |  |   |                       |                       |                       |  |    |                     |             |             |
|  | 6                | Timberwolves du Minnesota | 1                         |   | 3                         | Trail Blazers de Portland  | 4                          |                            |  |   |                       |                       |                       |  |    |                     |             |             |
|  |                  |                           |                           |   | 3                         | Trail Blazers de Portland  | 4                          |                            |  |   |                       |                       |                       |  |    |                     |             |             |
|  |                  | 2                         | Jazz de l'Utah            | 1 |                           |                            |                            |                            |  |   |                       |                       |                       |  |    |                     |             |             |
|  | 2                | 2                         | Jazz de l'Utah            | 1 | Jazz de l'Utah            | 3                          |                            |                            |  |   |                       |                       |                       |  |    |                     |             |             |
|  | 2                |                           |                           |   | Jazz de l'Utah            | 3                          |                            |                            |  |   |                       |                       |                       |  |    |                     |             |             |
|  | 7                | SuperSonics de Seattle    | 2                         |   |                           |                            |                            |                            |  |   |                       |                       |                       |  |    |                     |             |             |

### Leaders statistiques de la saison régulière
| Catégorie                      | Joueur           | Équipe                | Statistique |
| ------------------------------ | ---------------- | --------------------- | ----------- |
| Points par match               | Shaquille O'Neal | Lakers de Los Angeles | 29,7        |
| Rebonds par match              | Dikembe Mutombo  | Hawks d'Atlanta       | 14,1        |
| Passes par match               | Jason Kidd       | Suns de Phoenix       | 10,1        |
| Interceptions par match        | Eddie Jones      | Hornets de Charlotte  | 2,7         |
| Contres par match              | Alonzo Mourning  | Heat de Miami         | 3,7         |
| Pourcentage aux tirs           | Shaquille O'Neal | Lakers de Los Angeles | 57,4        |
| Pourcentage à 3 points         | Hubert Davis     | Mavericks de Dallas   | 49,1        |
| Pourcentage aux lancers-francs | Jeff Hornacek    | Jazz de l'Utah        | 95,0        |

## Récompenses individuelles
- Most Valuable Player : Shaquille O'Neal, Lakers de Los Angeles
- Co-Rookies of the Year : Elton Brand, Bulls de Chicago; Steve Francis, Rockets de Houston
- Defensive Player of the Year : Alonzo Mourning, Heat de Miami
- Sixth Man of the Year : Rodney Rogers, Suns de Phoenix
- Most Improved Player : Jalen Rose, Pacers de l'Indiana
- Coach of the Year : Doc Rivers, Magic d'Orlando
- Executive of the Year : John Gabriel, Magic d'Orlando
- NBA Sportsmanship Award : Eric Snow, Magic d'Orlando
- J.Walter Kennedy Sportsmanship Award  : Vlade Divac, Kings de Sacramento

- All-NBA First Team :
  - F - Tim Duncan, Spurs de San Antonio
  - F - Kevin Garnett, Timberwolves du Minnesota
  - C - Shaquille O'Neal, Lakers de Los Angeles
  - G - Gary Payton, SuperSonics de Seattle
  - G - Jason Kidd, Suns de Phoenix

- All-NBA Second Team :
  - F - Karl Malone, Jazz de l'Utah
  - F - Grant Hill, Pistons de Détroit
  - C - Alonzo Mourning, Heat de Miami
  - G - Allen Iverson, 76ers de Philadelphie
  - G - Kobe Bryant, Lakers de Los Angeles

- All-NBA Third Team :
  - F - Chris Webber, Kings de Sacramento
  - F - Vince Carter, Raptors de Toronto
  - C - David Robinson, Spurs de San Antonio
  - G - Eddie Jones, Hornets de Charlotte
  - G - Stephon Marbury, Nets du New Jersey

- All-NBA Defensive First Team :
  - Tim Duncan, Spurs de San Antonio
  - Kevin Garnett, Timberwolves du Minnesota
  - Alonzo Mourning, Heat de Miami
  - Gary Payton, SuperSonics de Seattle
  - Kobe Bryant, Lakers de Los Angeles

- NBA All-Defensive Second Team :
  - Scottie Pippen, Trail Blazers de Portland
  - Clifford Robinson, Suns de Phoenix
  - Shaquille O'Neal, Lakers de Los Angeles
  - Eddie Jones, Hornets de Charlotte
  - Jason Kidd, Suns de Phoenix

- NBA All-Rookie First Team :
  - Elton Brand, Bulls de Chicago
  - Steve Francis, Rockets de Houston
  - Lamar Odom, Clippers de Los Angeles
  - Wally Szczerbiak, Timberwolves du Minnesota
  - Andre Miller, Cavaliers de Cleveland

- NBA All-Rookie Second Team :
  - Shawn Marion, Suns de Phoenix
  - Ron Artest, Bulls de Chicago
  - James Posey, Nuggets de Denver
  - Jason Terry, Hawks d'Atlanta
  - Chucky Atkins, Magic d'Orlando

- MVP des Finales : Shaquille O'Neal, Lakers de Los Angeles